# 안토니오 소토 카날레호

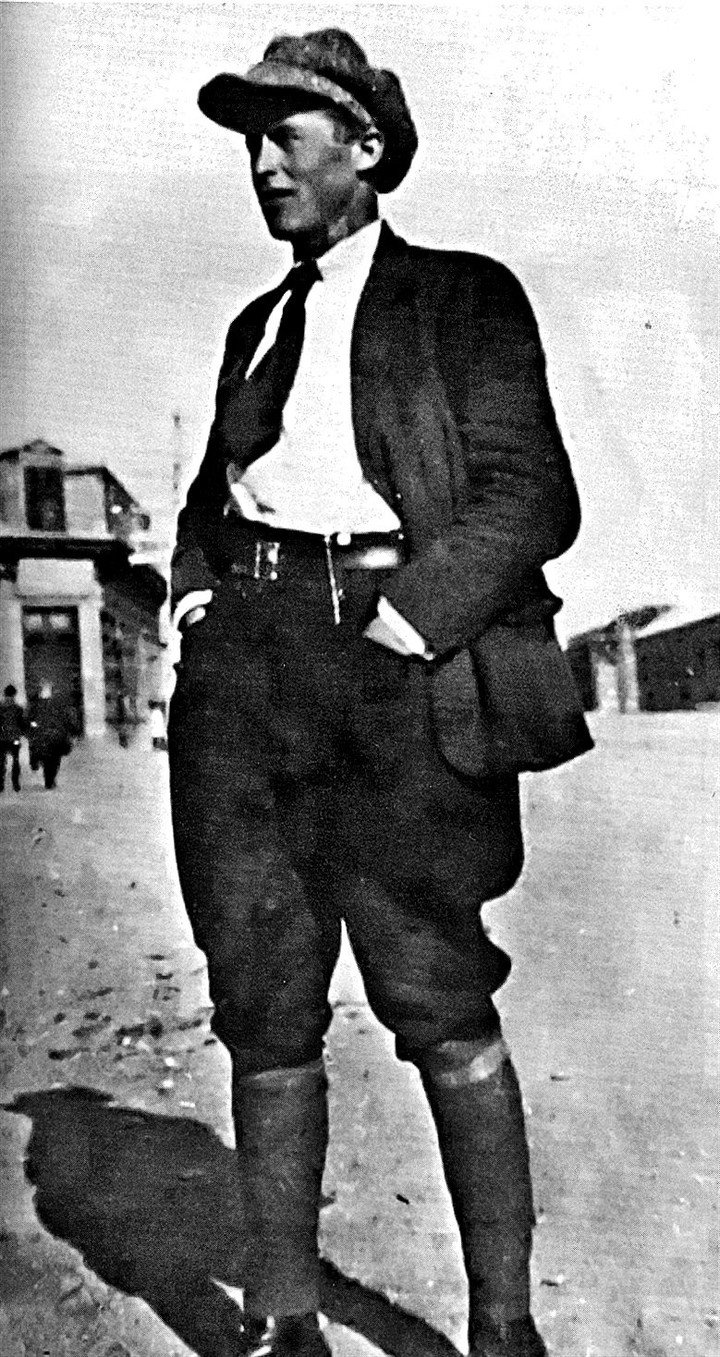
안토니오 소토 카날레호

안토니오 소토 카날레호(스페인어: Antonio Soto Canalejo, 1897년 10월 8일 - 1963년 5월 11일)는 아르헨티나의 아나르코생디칼리슴 노동운동가다. 1921년 파타고니아 농촌파업의 지도자였다.